# Іванівка (Малинська міська громада)
Іва́нівка (до 1946 року — Янівка) — село в Україні, у Малинській міській територіальній громаді Коростенського району Житомирської області. Населення становить 339 осіб (2001). До 2020 року центр сільської ради. Розташоване в долині р. Візні за 18 км від центру громади, і 22 км від залізничної станції Малин.

## Населення

### Мова
Розподіл населення за рідною мовою за даними перепису 2001 року:
| Мова       | Кількість | Відсоток |
| ---------- | --------- | -------- |
| українська | 329       | 97.05 %  |
| російська  | 9         | 2.65 %   |
| білоруська | 1         | 0.30 %   |
| Усього     | 339       | 100 %    |

## Історія
На місці Іванівки люди жили ще в період кам'яної доби, про що свідчать численні знахідки кам'яних знарядь праці.
Село засноване приблизно в 20‑x чи 30‑x роках XVII століття. На цьому місці пан Ян Міхаловський заснував слободу. Потім належало Новогродському чеснику Яну Борейку, з 1801 року — поміщику Михаловському, а з 1828 року його дружині Ю. Крушинській. Наприкінці XIX ст. перейшло у власність до землевласника Ф. Колтоновського.
У 1650 році село має статус містечка. У 1795 році неподалік від Іванівки добували руду. Це місце так й називалося – Янівська Рудня.
На початку XX ст. в селі проживало 778 осіб у 152 дворах. В селі діяли православна церква, однокласна церковно-парафіяльна школа, 4 кузні, хлібний магазин, корчма, пожежний обоз.
В ніч із 7 на 8 листопада 1921 р. під час Листопадового рейду через Іванівку проходила кінна сотня Подільської групи (командувач Сергій Чорний) Армії Української Народної Республіки.
З 2020 року село входить до складу Малинської міської громади Коростенського р-н Житомирської області.

## Пам'ятки
У селі є дерев'яна Церква Різдва Богородиці.

## Відомі люди
- Снітко Сергій Віталійович (1973—2022) — сержант Збройних Сил України, учасник російсько-української війни, що загинув у ході російського вторгнення в Україну в 2022 році.
- Шатило Олександр Анатолійович (1984—2022) — солдат Збройних Сил України, учасник російсько-української війни, що загинув у ході російського вторгнення в Україну в 2022 році.